# Herrschaft Gemen

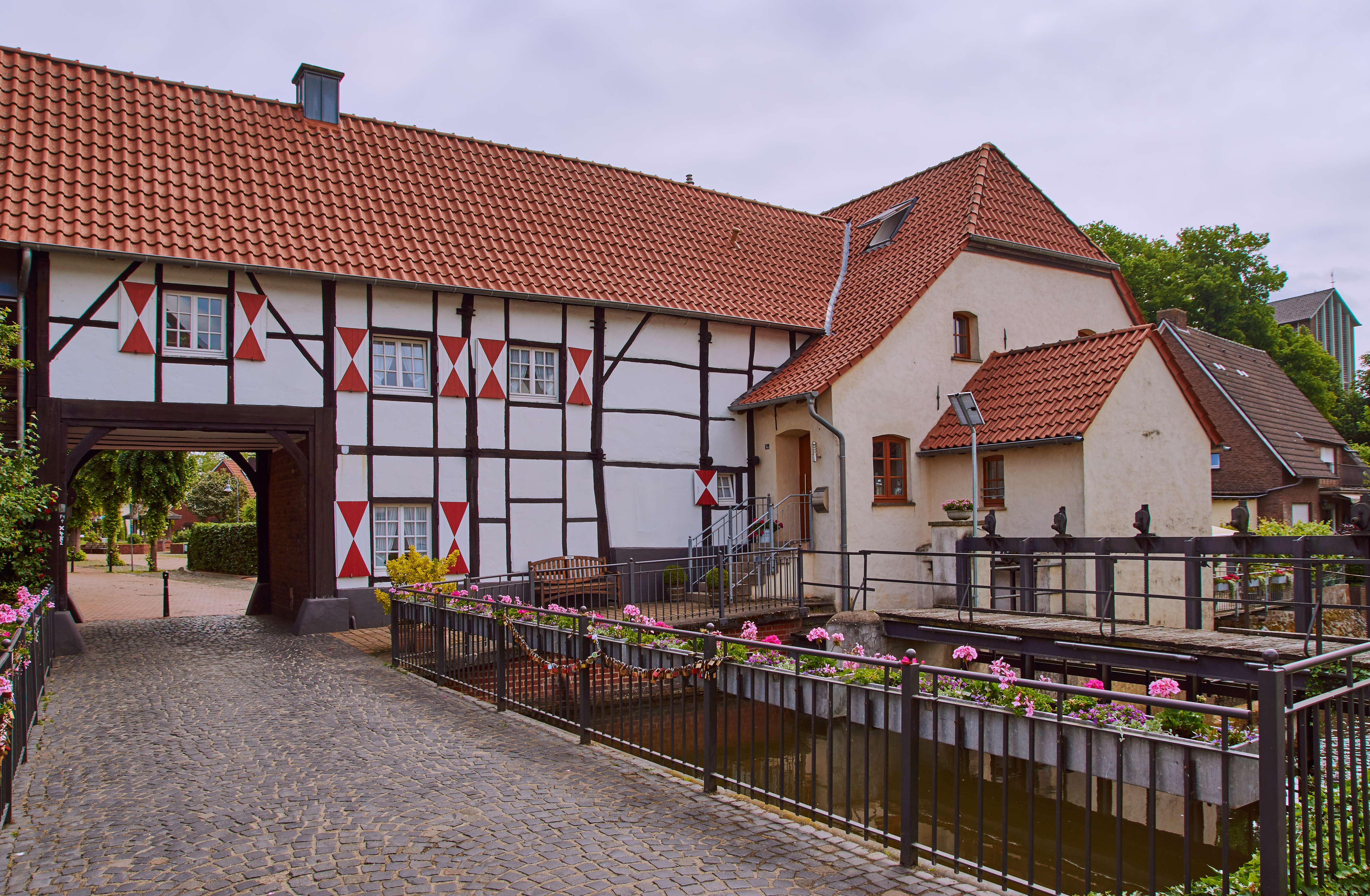
Torhaus und Mühle der Gemener Freiheit

Die Herrschaft Gemen (auch Gehmen) war ein kleines, erst seit 1700 reichsunmittelbares Territorium des Heiligen Römischen Reiches, gelegen im Westmünsterland. Sie befand sich zunächst in Besitz der Herren von Gemen, ehe sie an andere Eigentümer überging.

## Herren von Gemen

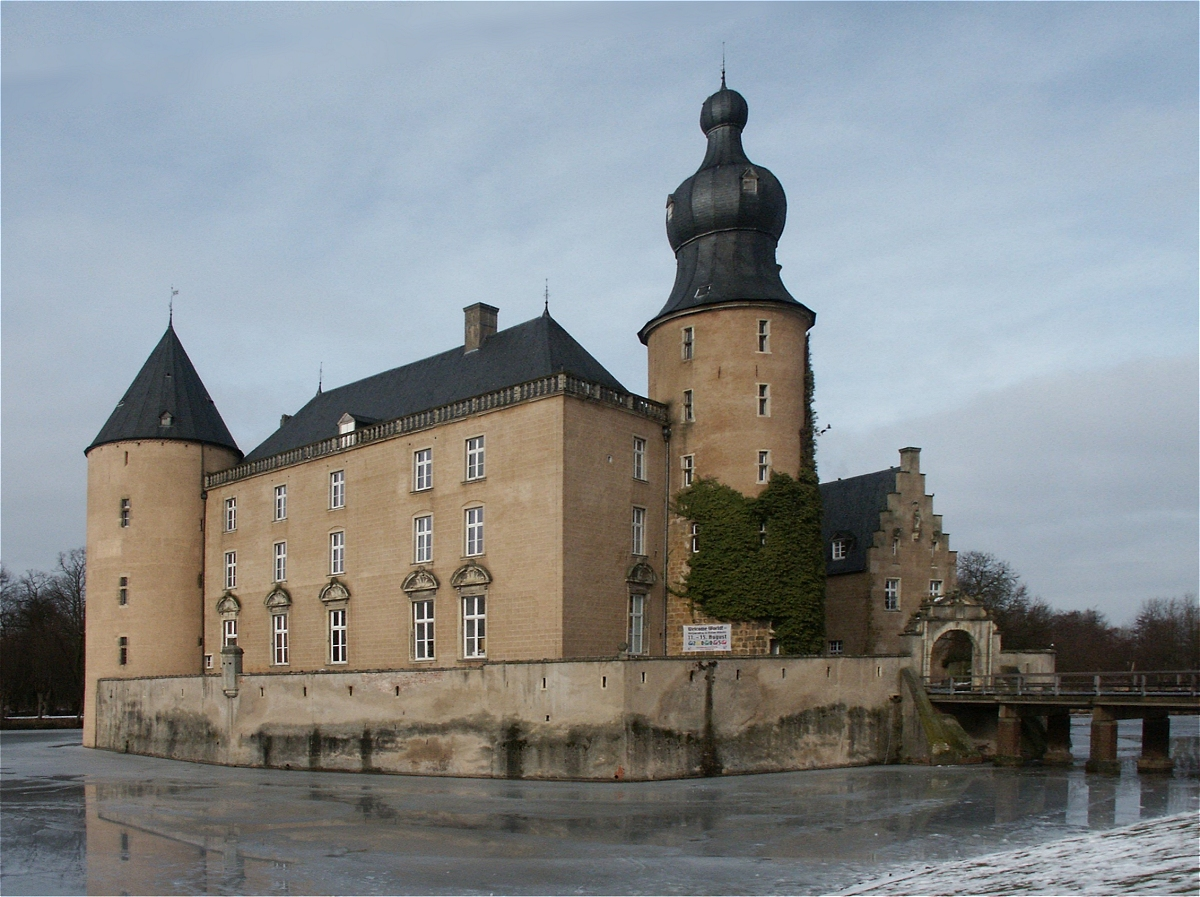
Residenzburg Gemen

Ursprünglich existierte in Gemen ein Königshof. Diesen übertrug Königin Mathilde im 10. Jahrhundert an das Stift Nordhausen. Seit 1092 sind die Herren von Gemen belegt. Diese hatten ihren Sitz auf der Burg Gemen. Bedrängt durch das Hochstift Münster trugen sie um 1250 die Burg dem Herzog von Kleve zum Lehen auf. Die Edelherren waren zeitweise auch Vögte des Stiftes Vreden.
Unter Heinrich III. begann seit 1370 der Ausbau der Landesherrschaft. Dieser Prozess wurde unter dessen Sohn Johann II. fortgesetzt. Dieser erhielt als Pfand auch das Vest Recklinghausen vom Erzbischof von Köln. Dieser Besitz ging unter Heinrich IV. wieder verloren. Er erhielt durch Heirat die Herrlichkeit Wewelinghofen, die seine Erbtochter Katharina an Graf Eberwin II. Bentheim zu Steinfurt († 1498) brachte. Mit ihm starb das Geschlecht der Edelherren aus.

## Weitere Entwicklung
Gemen kam 1492 durch die Ehe Johanns IV. († 1527) mit Cordula von Gemen († 1528), einer Erbtochter Heinrichs IV., an die Grafen von Schaumburg und Holstein-Pinneberg. Diese Herrschaft wurde 1560 unter Jobst II. protestantisch, sie ist damit eine der ältesten protestantischen Gemeinden Westfalens. Weil Jobst II. darüber hinaus den Kampf der Niederländer um Unabhängigkeit gegen das katholische Spanien unterstützte, wurde Gemen 1568 von Fernando Álvarez de Toledo, Herzog von Alba, belagert, erobert und geplündert. Als Jobst Hermann von Schaumburg im Jahr 1635 unverheiratet starb, brach ein Erbfolgestreit zwischen den Familien Holstein-Schaumburg (Graf Otto V. † 1640) und Limburg-Styrum um die Herrschaft Gemen aus, da 1591 Gräfin Maria, Tochter von Otto IV. von Holstein-Schaumburg und Cousine von Heinrich V. von Holstein-Schaumburg-Gemen, den Grafen Jobst von Limburg-Styrum geheiratet hatte. Dabei konnte sich Agnes von Limburg-Styrum, ihres Zeichens Äbtissin der Stifte Elten, Vreden, Borghorst und Freckenhorst, durchsetzen. Ihre Familie behielt nun zwei Jahrhunderte lang die Herrschaft Gemen. Agnes trat ihr Erbe kurze Zeit später an ihren Neffen, Hermann Otto I. von Limburg-Styrum ab. Dessen zweiter Sohn, Adolf Ernst, trat 1644 das Erbe in Gemen an. Nach seiner Heirat mit Isabella, der Tochter des Feldmarschalls Graf Alexander II. von Velen, residierte er in Gemen und versuchte erfolglos wieder den Katholizismus einzuführen.
Graf Hermann Otto II. von Limburg-Styrum gelang im Jahr 1700 die Durchsetzung der Reichsunmittelbarkeit. Sein Sohn Otto Leopold Ernst von Limburg-Styrum gelangte 1733 in den Besitz der Herrschaft Raesfeld.
Die Herrschaft Gemen bestand aus der gleichnamigen Burg und dem Ort (heute Teil der Stadt Borken) sowie zwei Bauerschaften. Sie war 1784 nur 0,5 Quadratmeilen groß.
Nach der Anerkennung der Reichsunmittelbarkeit gehörte Gemen dem Niederrheinisch-Westfälischen Reichskreis an. Die Besitzer waren Mitglieder des Niederrheinisch-Westfälischen Reichsgrafenkollegiums.
Im Jahr 1801 fiel die Herrschaft nach Aussterben der Gemener Linie der Grafen von Limburg-Styrum an Alois von Boineburg-Bömelberg. Am 12. Juli 1806 verlor sie durch Mediatisierung ihre Reichsunmittelbarkeit und fiel aufgrund der Bestimmungen der Rheinbundakte an Friedrich IV. von Salm-Kyrburg und wurde damit ein Teil des Fürstentums Salm. Am 13. Dezember 1810 wurde das Fürstentum von Frankreich annektiert, auf dem Wiener Kongreß wurde es Preußen zugesprochen. Das Territorium der einstigen Herrschaft Gemen war von 1815 bis 1920 Grundlage einer Standesherrschaft, die 1822 vom Freiherrn von Bömelberg an Ignaz von Landsberg-Velen verkauft wurde. Die Familie von Landsberg-Velen ist bis heute im Besitz der Burg.
Ab 1946 wurde das Schloss an den Bischof von Münster verpachtet und wird unter dem Namen Jugendburg Gemen als Jugendbildungsstätte genutzt.

## Wappen der Herren von Gemen

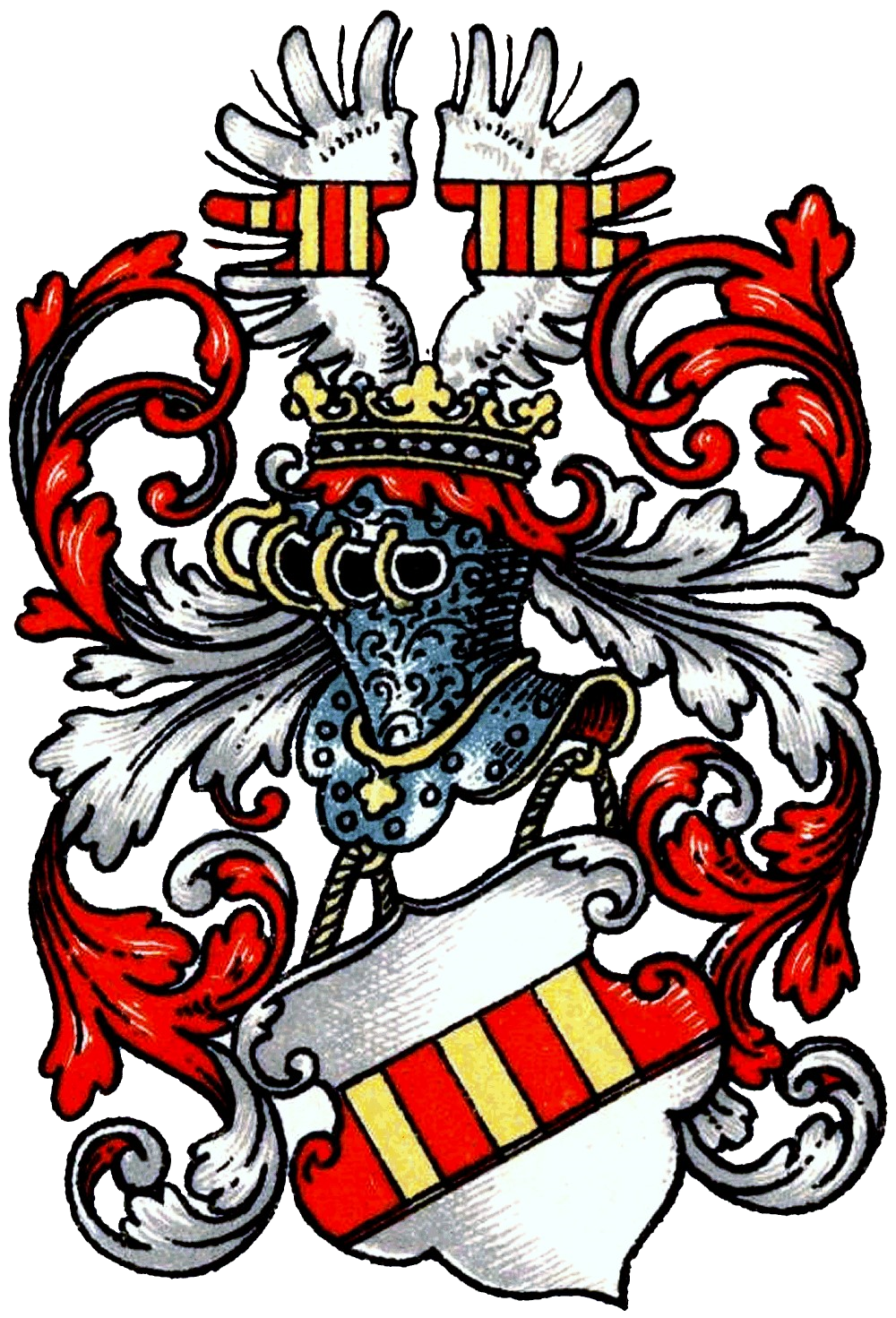
Wappen der Herren von Gemen

Das Wappen zeigt in Silber einen roten, mit drei goldenen Pfählen belegten Balken. Auf dem gekrönten Helm mit rot-silbernen Decken ein wie der Schild bezeichneter offener Adlerflug.

## Liste der Herren von Gemen
- bis 1467: Herren von Gemen
  - 1455–1458: Johann III. von Gemen (wird 1455 mit Gemen belehnt) und Heinrich IV. von Gemen
  - 1458–1467: Heinrich IV. von Gemen (* ca. 1420, † 1492), übergibt Gemen 1467 an seinen Neffen Heinrich IV. von Nassau-Beilstein als Geschenk für den Fall seines Todes.
  - 1492. Mit dem Tode Heinrichs erlischt das Geschlecht der Edelherren und Dynasten von Gemen im Mannesstamm. Erben sind die Töchter Katharina und Cordula. Katharina heiratet 1458 Arnold von Bentheim-Steinfurt und Cordula in 1. Ehe 1457 Goswin von Stecke, Erbmarschall des Herzogs von Kleve, in 2. Ehe 1476 Johann IV. Graf von Holstein-Schaumburg und Sternberg. Hierdurch kam die Herrschaft Gemen in Besitz des Hauses Holstein-Schaumburg.
- 1492–1635: Haus Holstein-Schaumburg-Gemen
  - 1492–1512  Johann IV. von Schaumburg und Holstein-Pinneberg († 1527), Herrschaft Ge(h)men an den Bruder abgegeben
  - 1512–1531 Jobst I. von Schaumburg und Holstein-Pinneberg († 1531)
  - 1531–1544 Adolf XIII. von Schaumburg und Holstein-Pinneberg († 1556), seit 1547 Erzbischof von Köln
  - 1544–1557 Otto IV. von Schaumburg und Holstein-Pinneberg († 1576), Herrschaft Ge(h)men an den Bruder abgegeben
  - 1545–1581 Jobst II., ab 1557 alleiniger Herr von Gemen
  - 1581–1597  Heinrich V. von Holstein-Schaumburg-Gemen
  - 1597–1614 Mechthild von Limburg-Stirum († 1622, Regentin und Witwe von Heinrich V.)
  - 1614–1635 Jobst Hermann, ab 1622 auch Graf von Schaumburg und Holstein-Pinneberg

Sein Vetter Otto V. von Holstein-Schaumburg-Gemen († 1640) ist eigentlicher Erbe. Nach einem Erbrechtsstreit erbt Agnes von Limburg-Styrum, die die Herrschaft an Hermann Otto I. von Limburg-Styrum (1592–1644) weitergibt
- 1640–1798: Haus Limburg-Styrum-Gemen
  - 1640–1644 Hermann Otto I.
  - 1644–1657 Adolf Ernst
  - 1657–1704 Hermann Otto II.
  - 1704–1754 Otto Leopold Ernst
  - 1754–1771 Friedrich Karl
  - 1771–1797 August Philipp Karl, ab 1770 Bischof von Speyer
  - 1797–1798 Ferdinand von Limburg-Styrum-Illeraichheim († 1800)
- 1798–1806: Haus Bömelberg
  - Freiherr Alois Sebastian von Bömelberg zu Erolzheim